# Миллер, Фёдор Богданович
Фёдор Богда́нович Ми́ллер (22 января [3 февраля] 1818, Москва — 20 января [1 февраля] 1881, там же) — русский поэт и переводчик. Отец В. Ф. Миллера.

## Биография
Родился в Москве в немецкой семье. После ранней смерти отца детство провёл в бедности. Окончил курс немецкого училища при лютеранской церкви св. Петра и Павла в Москве. Затем был три года учеником в аптеке, впоследствии фармацевтом при Московском университете, одновременно посещал лекции по филологии.
В 1839 году сдал экзамены на звание домашнего учителя русского и немецкого языков. Позже получил право преподавания и с 1841 по 1869 год преподавал в Первом Московском кадетском корпусе сперва немецкий, потом русский язык и словесность. Во время Крымской войны писал патриотические стихотворения.
В 1859 году Миллер основал и до своей смерти был издателем и редактором одного из первых в России иллюстрированного еженедельника — юмористического журнала «Развлечение» (выходил до 1905 года), в котором помещал статьи под псевдонимами Гиацинт Тюльпанов и Заноза. В том числе, выступал против нигилистов и радикально настроенных разночинцев.
Миллер написал знаменитое детское стихотворение «Раз, два, три, четыре, пять — вышел зайчик погулять…» (1851), вошедшее в фольклор. Стихотворение было написано как шутка для детей вместе с многими другими подобными безделицами, которые позднее были опубликованы в его антологии под рубрикой «Подписи к картинкам. Для детей первого возраста».
В 1874 году «Общество любителей российской словесности» при Московском университете почтило 35-летие литературной деятельности Миллера особым публичным заседанием.
Умер в 1881 году. Похоронен на Лазаревском кладбище.

## Цитаты
- «Мне всё равно, страдать иль наслаждаться» — из романса «Мне всё равно», 1859

## Творчество Ф. Б. Миллера
Раз, два, три, четыре, пять,

Вышел зайчик погулять;

Вдруг охотник прибегает,

Из ружья в него стреляет...

Пиф-паф! ой, ой, ой!

Умирает зайчик мой!
При жизни Ф. Б. Миллера вышло шеститомное собрание стихотворных переводов, оригинальных произведений (М., 1872—1881). На тексты Миллера романсы писали В. Соколов, А. Даргомыжский, К. Сидорович и другие композиторы.

### Оригинальные сочинения
- «Цыганка», роман в 3 ч. М., 1838—1839.
- «Стихотворения», М., 1849,
- Стихотворения в 2 кн. М., 1860
- сборник «Новые стихотворения», поэма «Судья Шемяка», 1973
- стихи для детей, сказки, басни, эпиграммы.

### Переводы
- мистерия «Брильянт и Роза», 1841
- «Мессинская Невеста», Шиллера. СПб., 1858
- «Вильгельм Телль» Шиллера. М., 1843. СПб., 1858
- «Конрад Валенрод» Мицкевича
- «Альманзор» Гейне
- «Старый матрос» Кольриджа (М., 1854)
- «Цимбелин» и «Мера за меру», Шекспира
- драма «Тюрьма и Венец» Цедлица М., 1870
- трагедии «Графиня» и «Розамунда» Г. Крузе
- трагедия «Сикст V» Ю. Миндинга
- «Олланта» древнеперуанская драма. М., 1877
- поэмы «Король Сиона» (1880) и «Агасфер в Риме» Р. Гамерлинга
- драма «Дочь короля Рене» Г. Гертца
- «Плач Ярославны» из «Слово о полку Игореве» и другие переводы.